# Apostag
Apostag es un pueblo y municipio en el condado de Bács-Kiskun, en la región de la Gran Llanura del Sur del sur de Hungría.
Los croatas en Hungría llaman a este pueblo Štagara.

## Geografía
Tiene una superficie de 31,94 kilómetros cuadrados y tiene una población de 2 043 personas (2024).

## Historia
En la época medieval, el pueblo contaba con una rotonda poligonal de doce lados, cuyo patrocinio era: Los Doce Apóstoles. También existía un patrocinio similar en la rotonda de Bény, recientemente en Bíňa, Eslovaquia.

## Galería

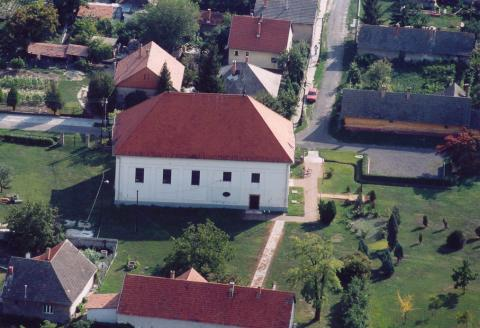
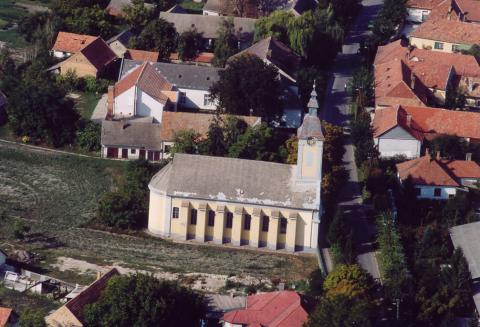
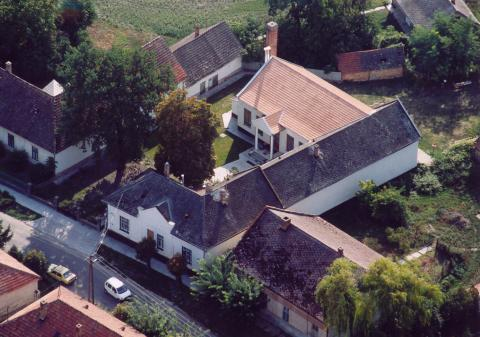